# East Fork
East Fork (apatxe occidental Hawúʼishįįhé) és una concentració de població designada pel cens dels Estats Units a l'estat d'Arizona. Segons el cens del 2000 tenia 880 habitants.

## Demografia
Segons el cens del 2000, East Fork tenia 880 habitants, 209 habitatges, i 169 famílies La densitat de població era de 118 habitants/km².
Dels 209 habitatges en un 41,1% hi vivien nens de menys de 18 anys, en un 41,6% hi vivien parelles casades, en un 29,7% dones solteres, i en un 19,1% no eren unitats familiars. En el 16,3% dels habitatges hi vivien persones soles l'1,4% de les quals corresponia a persones de 65 anys o més que vivien soles. El nombre mitjà de persones vivint en cada habitatge era de 4,21 i el nombre mitjà de persones que vivien en cada família era de 4,64.
Per edats la població es repartia de la següent manera: un 40,7% tenia menys de 18 anys, un 10,7% entre 18 i 24, un 26,4% entre 25 i 44, un 17,6% de 45 a 60 i un 4,7% 65 anys o més.
L'edat mediana era de 24 anys. Per cada 100 dones de 18 o més anys hi havia 100,8 homes.
La renda mediana per habitatge era de 15.208 $ i la renda mediana per família de 20.000 $. Els homes tenien una renda mediana de 14.125 $ mentre que les dones 16.034 $. La renda per capita de la població era de 4.772 $. Aproximadament el 44% de les famílies i el 53,9% de la població estaven per davall del llindar de pobresa.

## Poblacions més properes
El següent diagrama mostra les poblacions més properes.